# Лилли, Уильям
Уильям Лилли (англ. William Lilly, 1 (11) мая 1602 год, Лестершир — 9 июня 1681, Суррей) — английский астролог, писатель. Автор «Христианской астрологии» (1647), оказавшей существенное влияние на всю последующую литературу на английском языке по хорарной астрологии.

## Биография
Лилли родился в английском Лестершире 1 мая 1602 года в семье йомена. В детстве готовился стать священником, но прекратил обучение из-за финансовых проблем у его отца. В 18 лет уехал жить в Лондон, работал секретарём у богатого торговца Гилберта Райта (Gilbert Wright).
После смерти Райта в 1627 году Лилли в том же году женился на вдове купца. Факт женитьбы скрывался от друзей и семьи в течение двух лет. Лилли шесть лет ухаживал за своей женой, которая после своей смерти оставила ему в наследство всё своё имущество. Лилли в своих мемуарах оценил его как «значительное» — около одной тысячи фунтов. Впоследствии Лилли женился ещё дважды.
С 1632 года изучал астрологию, собрал библиотеку книг (после смерти Лилли она попала в музей Эшмола). С 1644 года начал публиковать свои работы, издавал ежегодный астрологический альманах. Несколько предсказаний принесли Лилли большую известность как астрологу. По словам самого Лилли, его вызывала на допрос комиссия, расследовавшая причины Великого лондонского пожара (1666), и подозревавшая его в причастности к трагедии, потому что за 15 лет до пожара он опубликовал изображения с охваченным пламенем городом, окружённым гробами. Впоследствии на судебном процессе в апреле 1667 года утверждалось, что обвиняемые в сговоре для поджога Лондона выбрали 3 сентября 1666 для реализации своей задумки, потому что Лилли в своей публикации обозначил этот день как «удачный» для такого поступка.
В 1647 году Лилли опубликовал свою самую известную работу — «Христианская астрология» («Christian Astrology»), в которой он рассматривал хорарные и натальные методы астрологии, и которая оказала большое влияние на всю последующую западную астрологическую традицию. Сам же Лилли, по его словам, опирался в основном на следующие труды, упомянутые им в приложении к книге: «Тетрабиблос» Птолемея, «Оккультная философия» Агриппы, «De Astronima Tractarus 10» Гвидо Бонатти, «120 Aphorismi» Джона Ди, «Medicina Catholica» Роберта Фладда, «Epitomes Astronomiae» Иоганна Кеплера и «De Meteoris» Парацельса. А предваряет книгу — «Письмо изучающему астрологию».
В 1670 году Лилли получил лицензию, дававшую ему право заняться медицинской практикой. Он купил небольшое имение и переехал в Суррей.
С 1677 года личным секретарём Лилли был астролог Генри Коули, которому он завещал свой астрологический альманах.
В 1681 году Лилли умер от паралича. Незадолго до этого он, по настоянию своего друга Элиаса Эшмола, написал автобиографию «William Lilly's History of His Life and Times».
В 2003 году рядом со станцией метро Олдвич была помещена табличка в память о Лилли, который жил в этих местах.

## Список произведений
Помимо 36 ежегодных альманахов (1647-1682 года), Лилли также опубликовал следующие работы:
- Merlinus Anglicus Junior, 1644.
- Supernatural Sights and Apparitions seen in London, June 20th 1644, 1644.[10]
- The Prophecy of the White King, 1644.
- England's Prophetical Merlin, 1644.
- Collections of Prophecies, 1646.
- Christian Astrology, 1647. 
  - Христианская астрология = Christian astrology. — М.: Академия мировой астрологии и метаинформации, 2004. — 816 с. — ISBN 5-94110-008-6.
- The World's Catastrophe, or Europe's many mutations untill 1666, 1647; which includes 'A Whip for Wharton'; some copies also include Elias Ashmole's translations of The Prophecies of Ambrose Merlin, with a Key, and Trithemius, or the Government of the World by presiding Angels.
- An Astrologicall Prediction of the Occurrences in England for the years 1648, 1649, 1650, London, 1648, with 'Hamilton's nativity', and a dedication addressed to the House of Commons.
- Monarchy or No Monarchy, 1651.
- Лёгкий и привычный метод, с помощью которого можно выносить суждение о последствиях затмений, как Солнечных, так и Лунных // Астрология затмений. — М.: Мир Урании, 2013. — 112 с. — 200 экз. — ISBN 978-5-91313-103-4. (1652)
- Mr. Lillyes Prognostications of 1667, predicting the Prosperity … of the English and their glorious Victories … by Land and Sea, 1667.
- The dangerous Condition of the United Provinces prognosticated, 1672.
- Mr. Lillies late Prophecy come to pass concerning the present War and the late unseasonableness of the Weather, 1673.
- Mr. Lillies Prophesie of a General Peace, 1674.
- Mr. Lillies Prophecy, or a sober Prediction of a Peace between the French and the Dutch and their Allies, 1675.
- Anima Astrologiae, or a Guide for Astrologers, being translated from Guido Bonatus, and Cardan's seaven Segments, with a new Table of the Fixed Stars, rectified for several years to come, 1676.[11]
  - Руководство для астрологов = Anima Astrologiae. — М.: Академия мировой астрологии и метаинформации, 2005. — 144 с. — 1500 экз. — ISBN 5-94110-009-4.
- Mr Lillies Astrological Predictions for 1677, proving the happy Condition of this our Nation for the Year ensuing, 1676.
- Mr. Lillies Prediction concerning the many lamentable Fires which have lately happened, with a full Account of Fires at Home and Abroad, 1676.
- Strange News from the East, or a sober Account of the Comet or blazing Star that has been seen several Mornings of late, 1677.
- Lillies New Prophecy relating to the Year, 1678.
- William Lilly's History of His Life and Times by William Lilly, 1681.[12]
- Fore-Warn'd, Fore-Arm'd, or England's Timely Warning in general, and London's in particular, 1682.
- Catastrophe Mundi, Mr. Lilly's Hieroglyphicks exactly cut, 1683, a reissue of the appendix to Monarchy or No Monarchy, 1651.